# San Blas-Canillejas
San Blas-Canillejas è uno dei distretti in cui è suddivisa la città di Madrid, in Spagna. Viene identificato col numero 20.

## Geografia fisica
Il distretto si trova a est del centro della città.

### Suddivisione
Il distretto è suddiviso amministrativamente in 8 quartieri (Barrios):
- Amposta
- Arcos
- Canillejas
- Hellín
- Rejas
- Rosas
- Salvador
- Simancas

## Riferimenti letterari
In questo distretto è ambientato il libro La mala costumbre (Seix Barral, 2023) dell'autrice Alana S. Portero, a breve tradotto in italiano.